# Schlaraffen Affen
Schlaraffen Affen ist ein Kinder-Brettspiel von Amanda Birkinshaw und James Harrison für zwei bis vier Personen. Es handelt sich um ein Würfelbrettspiel, bei dem die Spieler in der Rolle von Affen von Baum zu Baum springen und Früchte einsammeln um am Ende bei einem Zielbaum ihre eigene Kokosnuss zu finden. Das Spiel erschien 2018 beim Verlag Schmidt Spiele und wurde beim österreichischen Spielepreis Spiel der Spiele als „Spiele Hit für Kinder“ ausgezeichnet.

## Thema und Ausstattung
Schlaraffen Affen ist ein Würfelbrettspiel, bei dem die Spieler in der Rolle von Affen von Baum zu Baum springen und Früchte einsammeln. Gewonnen hat der Spieler, der zuerst die zentrale Zielpalme erreicht und dort die versteckt mit seiner Spielerfarbe gekennzeichnete Kokosnuss findet.
Das Spielmaterial besteht neben der Spieleanleitung aus:
- einem Spielbrett, das auf der Spieleschachtel als dreidimensionales Feld aufgebaut wird,
- 12 aufsteckbaren Bäumen und eine Zielpalme,
- vier Affenfiguren in vier Spielerfarben,
- ein aufsteckbarer Kakadu,
- drei Früchtewürfeln mit Abbildungen der verschiedenen Früchte und einem Kakadu, und
- vier Kokosnüsse und vier Farbchips in den Spielerfarben, die in die Kokosnüsse eingelegt werden.

## Spielweise
Zur Spielvorbereitung wird der Spielplan in die Spieleschachtel gelegt und die Bäume werden beginnend mit dem markierten Startbaum aufgesteckt, die Palme kommt in die Mitte des Spielplans. Die Wähler wählen jeweils eine Spielerfarbe und bekommen den entsprechenden Affen, den sie an den Startbaum hängen. Die Kokosnüsse mit den darin enthaltenen Farbchips werden gemischt und an die Palme gehangen, der Kakadu wird zudem auf einen beliebigen Ast der Palme gesetzt.
Beginnend mit einem Startspieler spielen die Mitspieler nacheinander reihum im Uhrzeigersinn. Der jeweils an der Reihe befindliche Spieler würfelt mit den drei Würfeln, auf denen sich die vier verschiedenen Früchte, die goldene Palme, der Kakadu und ein Blankofeld befinden. Der Spieler kann die Würfelergebnisse in beliebiger Reihenfolge nutzen, außer es handelt sich bei einem Würfelergebnis um den Kakadu:
- bei einer Fruchtkontrolliert der Spieler den nächsten Baum vor seinem Affen, ob dort eine entsprechende Frucht abgebildet ist. Ist dies der Fall, darf er zu dieser weiterspringen.
- bei der goldenen Palme darf der Spieler zu einer beliebigen Frucht des nächsten Baumes oder in der Endphase vom letzten Baum zur Palme springen.
- bei der Blankofläche passiert nichts, der Affe darf nicht weiterspringen.
- Der Kakadu muss immer zuerst eingesetzt werden. Der Spieler entfernt den Kakadu von seinem aktuellen Platz und steckt ihn auf eine beliebige andere Stelle auf einem Baum. Dort, wo der Kakadu sitzt, darf sich kein Affe anhängen, auch wenn er die richtige Frucht wirft.

Wenn ein Affe zu einer Frucht an einem Baum springt, an der bereits ein Affe hängt, kann er sich an diesen anhängen. Wenn der entsprechende Spieler in dessen Zug weiterspringt, muss er alle anhängenden Affen mitnehmen.
Wenn ein Spieler den letzten Baum erreicht hat, kann er nur noch mit der goldenen Palme weiterspringen. Würfelt er diese, hängt er sich an einen beliebigen Ast der Palme und schaut sich die dort hängende Kokosnuss an, indem er sie öffnet. Handelt es sich um seine Spielerfarbe, hat er das Spiel gewonnen, ansonsten muss er weitersuchen. Der Spieler, der zuerst die richtige Kokosnuss in seiner Farbe gefunden hat, gewinnt das Spiel.

## Entwicklung und Veröffentlichung
Das Spiel Schlaraffen Affen wurde von Amanda Birkinshaw und James Harrison entwickelt und 2018 von Schmidt Spiele veröffentlicht. Im Erscheinungsjahr wurde es beim österreichischen Spielepreis Spiel der Spiele gemeinsam mit Speed Colors als „Spiele Hit für Kinder“ ausgezeichnet.

## Belege
1. 1 2 3 4 5 6  Schlaraffen Affen, Schmidt Spiele 2018
2. ↑  Versionen von Schlaraffen Affen in der Spieledatenbank BoardGameGeek (englisch); abgerufen am 20. August 2017.